# Woronówka (rejon wilejski)
Woronówka (biał. Ворнаўка; ros. Ворновка) – wieś na Białorusi, w obwodzie mińskim, w rejonie wilejskim, w sielsowiecie Dołhinów.
Nazwa dawniej używana to Wornówka.

## Historia
W czasach zaborów w granicach Imperium Rosyjskiego.
W latach 1921–1945 wieś leżała w Polsce, w województwie nowogródzkim (od 1926 w województwie wileńskim), w powiecie duniłowickim (od 1926 w powiecie wilejskim), w gminie Budsław.
Według Powszechnego Spisu Ludności z 1921 roku zamieszkiwało tu 60 osób, wszystkie były wyznania rzymskokatolickiego. Jednocześnie 4 mieszkańców zadeklarowało polską przynależność narodową a 56 białoruską. Było tu 11 budynków mieszkalnych. W 1931 w 11 domach zamieszkiwało 79 osób.
Miejscowość należała do parafii rzymskokatolickiej w Budsławiu i prawosławnej w Krzywiczach. Podlegała pod Sąd Grodzki w Krzywiczach i Okręgowy w Wilnie; właściwy urząd pocztowy mieścił się w Budsławiu.
Do 1973 wchodziła w skład sielsowietu Wołkołatka